# Ernestas Šetkus
Ernestas Šetkus (* 25. Mai 1985 in Tauragė) ist ein litauischer Fußballspieler.

## Karriere

### Verein
Ernestas Šetkus spielte ab 2005 in der litauischen A Lyga. Nach seinem Karrierebeginn in seiner Geburtsstadt beim FK Tauras Tauragė wechselte der Torhüter im Jahr 2005 innerhalb Litauens zum VMFD Žalgiris Vilnius. Im Jahr 2009 wechselte er für eine Spielzeit zurück zu Tauras Tauragė. Seine letzte Spielzeit in Litauen absolvierte er 2010 wieder in der Hauptstadt Vilnius. Ab August 2010 begann Šetkus die Karriere außerhalb der baltischen Heimat zu starten. Zunächst auf Zypern für Olympiakos Nikosia aktiv, spielte Šetkus in der folge in Bulgarien für Botew Plowdiw und in Weißrussland für den FK Homel. Nach einer weiteren Zwischenstation auf Zypern von 2013 bis 2014 bei Nea Salamis Famagusta, spielt Šetkus seit 2014 für AO Kerkyra in Griechenland.
Zur Saison 2015/16 wechselte er zum türkischen Erstligisten Sivasspor. Nachdem dieser Klub zum Saisonende den Klassenerhalt verfehlt hatte, verließ Šetkus ihn wieder und wechselte zu ADO Den Haag.

### Nationalmannschaft
Ernestas Šetkus debütierte für die Litauische Fußballnationalmannschaft im März 2011, im Länderspiel gegen Polen. Der Torwart stand beim 2:0-Erfolg im S.Dariaus-und-S.Girėno-Stadion von Kaunas in der ersten Elf in der von Raimondas Žutautas trainierten Landesauswahl. Zu Beginn der zweiten Halbzeit wurde Šetkus gegen Žydrūnas Karčemarskas, dem eigentlichen Stammtorhüter ausgetauscht. Mit der A-Nationalmannschaft nahm Šetkus am Baltic Cup 2012 teil.